# Karl (Germania)
Karl è un comune di 199 abitanti della Renania-Palatinato, in Germania.

Appartiene al circondario (Landkreis) di Bernkastel-Wittlich (targa WIL) ed è parte della comunità amministrativa (Verbandsgemeinde) di Wittlich-Land.